# Aralia racemosa
Aralia racemosa es una  especie de planta fanerógama perteneciente a la familia Araliaceae.

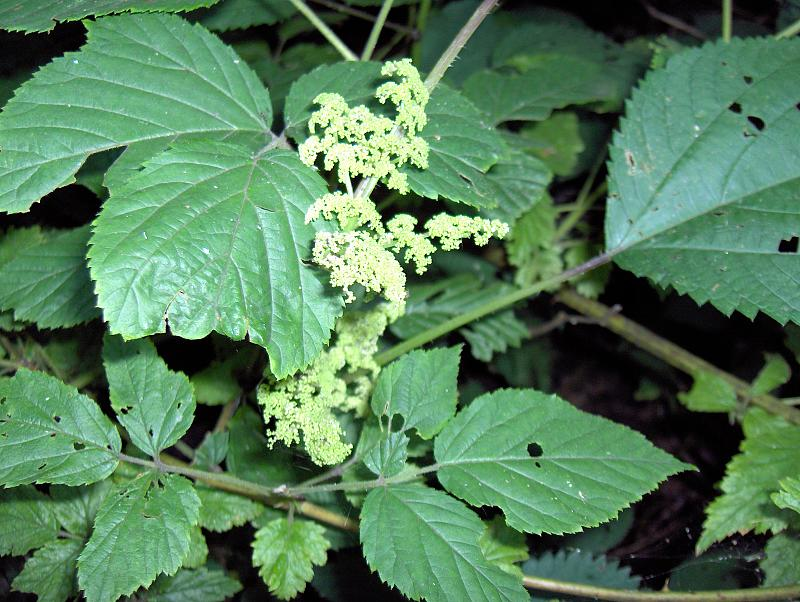
Planta en flor

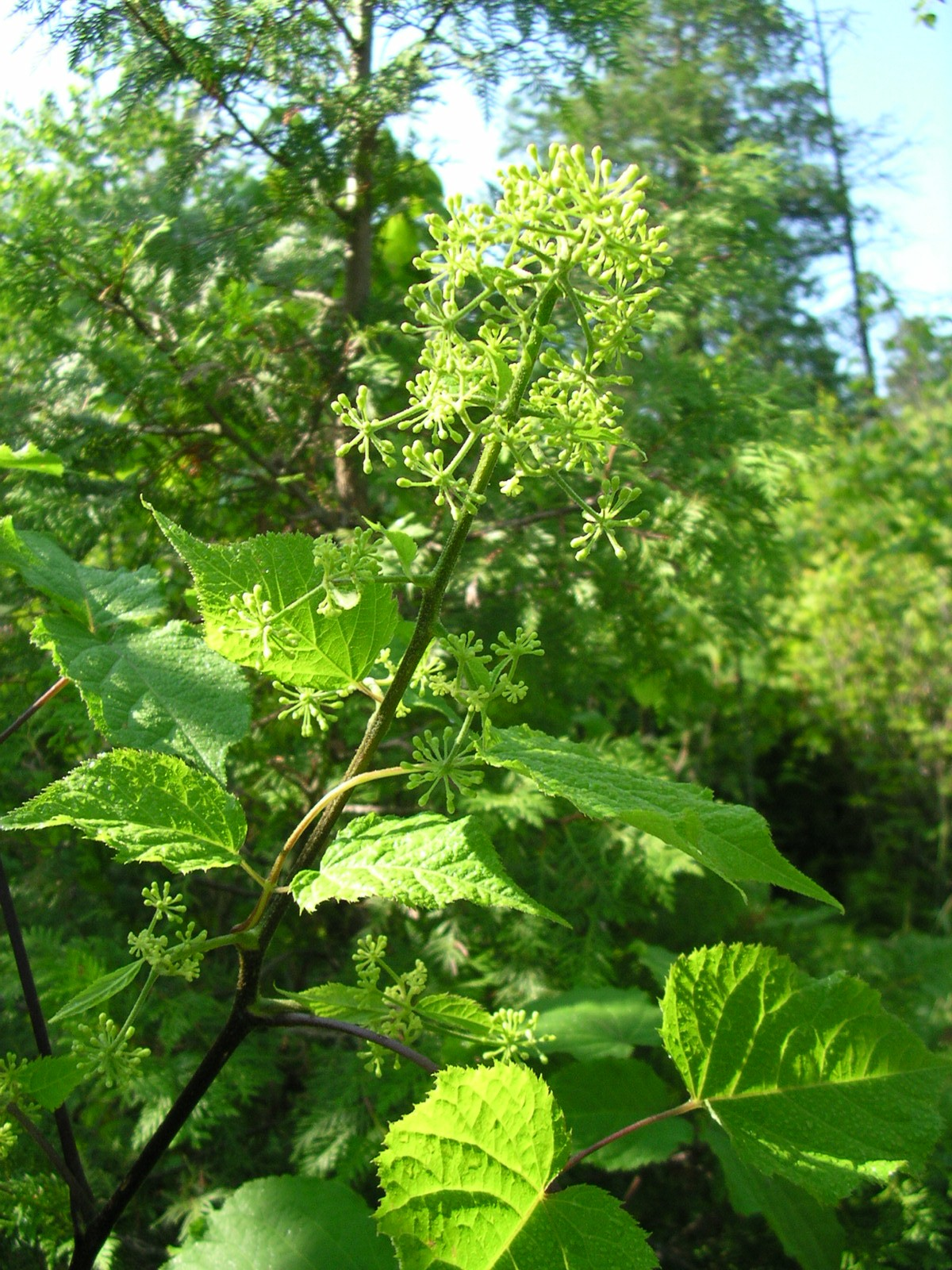
Vista de la planta

## Descripción
Es una planta herbácea perenne con tallo aromático y sabor balsámico, Está muy ramificada, alcanzando los 100-130 cm de altura, su color es verde oscuro o rojizo y surge de una raíz carnosa y aromática con rizoma de color marrón claro en el exterior y blancuzco en su interior. Las hojas son muy grandes pecioladas que se dividen a su vez en tres, teniendo cada una de estas partes de 3 a 5 folíolos grandes, ovales, doblemente serrados y  laxos. Florece entre julio y agosto, agrupándose sus flores en umbelas situadas en las axilas de las hojas o ramas. Las flores son de color verdoso y sus frutos unas bayas de color verde oscuro.

## Distribución y hábitat
Es una planta nativa de  Norteamérica muy utilizada como planta ornamental y que crece en los bosques de Canadá en Quebec y Nuevo Brunswick y en los Estados Unidos en Minnesota y Misuri.

## Propiedades
Contienen saponinas, aceite esencial, resinas y taninos. Se utilizan para el tratamiento del reumatismo y de ciertas afecciones de la piel. También, aunque en menor medida, se ha recomendado para tratar problemas bronquiales en afecciones alérgicas y catarrales.

## Taxonomía
Aralia racemosa fue descrita por Carlos Linneo y publicado en Species Plantarum 1: 273–274. 1753.
Etimología
Aralia: nombre genérico que deriva de la latinización de la antigua palabra franco-canadiense o india americana aralie.
racemosa: epíteto latino que significa "con racimo".
Sinonimia
- Aralia racemosa forma foliosa (Vict. & Rousseau) Scoggan
- Aralia racemosa var. foliosa Vict. & Rousseau[5][6]

## Nombres comunes
- Castellano: aralia, espinacardo, nardo americano.